# Eleccions al Dáil Éireann de 1977

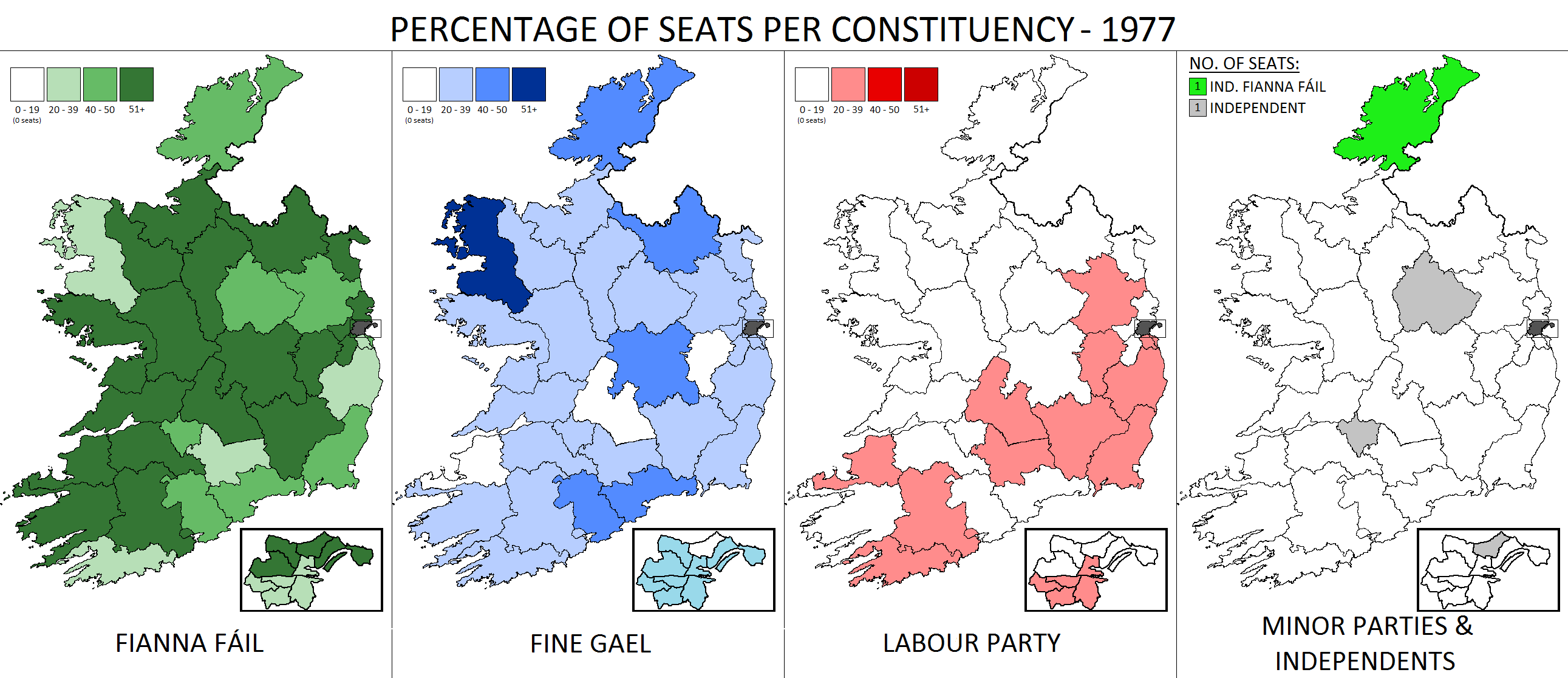
Resultats per circumscripcions i partits

Les eleccions al Dáil Éireann de 1977 es van celebrar el 16 de juny de 1977 per a renovar els 148 diputats del Dáil Éireann. Va guanyar el Fianna Fáil per majoria absoluta i Jack Lynch formarà govern 

## Resultats
| Partit       | Líder          | Vot popular | %     | Escons |
| Fianna Fáil  | Jack Lynch     |             | 50,6% | 84     |
| Fine Gael    | Liam Cosgrave  |             | 30,6% | 43     |
| Laborista    | Brendan Corish |             | 11,6% | 17     |
| Independents |                |             | 7,4%  | 4      |